# Gouania andamanica
Gouania andamanica là một loài thực vật có hoa trong họ Táo. Loài này được King mô tả khoa học đầu tiên năm 1896.